# Medaglia per la guerra greco-bulgara
La Medaglia per la guerra greco-bulgara (in greco Μετάλλιο Ελληνοβουλγαρικού Πολέμου) è una medaglia commemorativa per la partecipazione della Grecia nella Seconda guerra balcanica, combattuta contro il Regno di Bulgaria nel 1913.

## Storia
La medaglia fu istituita insieme alla Medaglia per la guerra greco-turca (1912-1913) dal regio decreto del 17 febbraio 1914. Comprendeva un'unica classe, con una medaglia rotonda di bronzo recante al dritto l'effigie del re Costantino I di Grecia, circondato dall'iscrizione ΚΩΝΣΤΑΝΤΙΝΟΣ ΒΑΣΙΛΕΥΣ ΤΩΝ ΕΛΛΗΝΩΝ 1913 ("Costantino, re degli Elleni, 1913'), e sul retro un busto dell'imperatore bizantino Basilio II "l'uccisore di bulgari" con l'iscrizione ΒΑΣΙΛΕΙΟΣ Β′ 976–1025 ("Basilio II, 976–1025") in lettere in stile bizantino. Dopo lo scisma nazionale, i soldati del Governo Provvisorio di Difesa Nazionale, che fu istituito in opposizione al re Costantino, indossarono quest'ultimo lato come dritto. Il nastro della medaglia è blu bordato con strisce bianche e una sottile striscia verde al centro. È stata istituita anche una versione per il personale non militare, che ha reso servizi all'esercito greco, con il blu e il bianco invertiti.